# 鉄道会議
鉄道会議（てつどうかいぎ）は、日本において1892年6月21日から1949年6月1日まで鉄道敷設法16条に定められた「鉄道会議規則」（明治25年勅令第51号）に基づいて鉄道担当官庁（内務省→逓信省→鉄道省→運輸通信省→運輸省）に設置された諮問会議。
鉄道敷設法で定められた鉄道建設の順序や鉄道公債の発行などについて、主管大臣からの諮問を受け答申した。ただし、実際には鉄道政策全体について審議している。定数は、議長1名・議員20名（臨時議員として複数名の追加が認められた。）・幹事1名であった。

## 歴史
第十五條　政府ハ鐵道會議ニ諮詢シテ左ノ事項ヲ施行ス

　一　鐵道工事著手ノ順序

　一　第十條ノ決定ニ基キ鐵道工事ノ都合二依リ其ノ都度募集スヘキ債金額

第十六條　鉄道會議ノ組織ハ勅令ラ以テ之ラ定ム
—鉄道敷設法 第四章 鐵道會議

### 戦前
初回会議は、1892年12月13日から20日まで開かれ、25名の議員によって構成されていた。初代議長には川上操六陸軍参謀次長が就任するなど軍部の発言力が強く、当初は官僚や軍人出身の議員がほとんどを占めていたが、後には財界や議会の代表も加えられるようになった。
1922年7月27日、同年4月の鉄道敷設法改正に併せて新たに「鉄道会議官制」（大正11年勅令第344号）が制定され、旧来の「鉄道会議規則」に代わった。このときから議長は鉄道大臣を充てるとされた。1930年以後には地方鉄道・省営自動車（省営バス）も審議対象に含まれた。

第一條　鐵道會議ハ鐵道大臣ノ監督二屬シ其ノ諮詢二應シ鐵道敷設法第四條三規定スル事項ヲ調査審議ス

前項ノ外鐵道會議ハ鐵道二關スル事項二付鐵道大臣ノ諮詢二應シテ意見ヲ開申シ又ハ關係各入臣二建議ルコトヲ得
第三條　議長ハ鐵道大臣ヲ以テ之ニ充ツ

議員及臨時議員ハ關係各應高等官及學識經驗アル者ノ中ヨリ鐵道大臣ノ奏請ニ依リ内閣ニ於テ之ヲ命ス
—鐵道會議官制 勅合第三百四十四號 (官報1922年07月27日)

### 戦後
戦後、新しい鉄道会議官制（昭和21年6月3日勅令第299号）により従来の軍事優先主義が排除され、鉄道運賃会議審議会（1933年設立）を合併して、省線の運賃を審議対象に加え、その経営全般について審議するようになった。

第一條　鉄道會議は、運輸大臣の監督に属し、その書詢に應じて、鐵道及びこれに開聯する事項を調査審議す
—鐵道會講官制 昭和21年6月3日勅令第299号
しかし、1947年の日本国憲法施行に財政法が制定され、国鉄の運賃は法律によることになった。鉄道会議官制の一部を改正する政令（昭和22年7月31日政令第151号）により、運賃等について諮詢を要する規定が廃止され、鉄道会議は運輸大臣の参与機関に改められ、さらに1949年、省線の公社化（日本国有鉄道の発足）とともに日本国有鉄道法施行法（昭和24年5月25日法律第105号）により廃止された。

## 歴代議長
鉄道会議規則による議長を表示。鉄道会議官制による議長は、鉄道大臣を参照。
- 川上操六 陸軍中将：1892年10月1日 -
- 寺内正毅 陸軍中将：1900年11月15日 - 1902年12月2日
- 田村怡与造 陸軍少将：1902年12月2日 - 1903年10月1日死去
- 児玉源太郎 陸軍中将：1903年12月10日 -
- 寺内正毅 陸軍大将：不詳 - 1912年2月13日
- 長谷川好道 陸軍大将：1912年2月13日 - 1915年12月17日
- 上原勇作 陸軍大将：1915年12月17日 -